# Екатерина Аврамова (плувкиня)
Екатерина Аврамова е българска плувкиня, многократна национална шампионка и рекордьорка на България. Тя е родена на 12 ноември 1991 г. в София.
Екатерина Аврамова е многократна национална шампионка на 50, 100 и 200 метра гръб. Тя държи и националните рекорди в трите дисциплини, като многократно ги е подобрявала. На Летните олимпийски игри 2012 участва в дисциплината 100 м гръб за жени, където завършва 31-ва в сериите и не успява да се класира за полуфиналите.
Успехи:
- 9 място – ЕП, 50 м басейн, „Будапеща 2010“, 200 м гръб
- 15 място – СП, 50 м басейн, „Шанхай 2011“, 100 м гръб
- 12 място – СП, 50 м басейн, „Шанхай 2011“, 50 м гръб
- 8 място – ЕП, 25 м басейн, „Шчечин 2011“, 50 м гръб
- 9 място – ЕП, 25 м басейн, „Шчечин 2011“, 100 м гръб
- 6 място – ЕП, 25 м басейн, „Шчечин 2011“, 200 м гръб
- 7 място – ЕП, 50 м басейн, „Дебрецен 2012“, 100 м гръб
- 8 място – ЕП, 50 м басейн, „Дебрецен 2012“, 50 м гръб